# Trischiza
Trischiza is een geslacht van vliesvleugelige insecten van de familie Figitidae.

## Soorten
- T. agaricolarum (Dahlbom, 1842)
- T. aphidivora (Cameron, 1889)
- T. bicolor Ionescu, 1959